# Вулиця Челюскінців (Луганськ)
Ву́лиця Челю́скінців (офіційно Чєлюскінцев) — центральна вулиця Луганська, що пролягла через місто паралельно вул. Оборонній. Починається від вул. Радянської (площа Героїв Великої Вітчизняної війни) і закінчується в районі заводу «Луганськспецрембуд».
Забудову вулиці розпочали у середині ХХ століття.

## Бульвар

Єдиний в місті «динамічний» пам'ятник (біля пожежної частини)

Ділянка від площі Героїв Великої Вітчизняної війни до магазина «Дитячий світ» уздовж Центрального ринку має вигляд бульвару. Середня частина — продовження площі. Популярне місце відпочинку містян. Просто неба здійснюється продаж живопису і виробів народної творчості (картини, прикраси, вишиванки, кераміка, вироби з дерева, іграшки тощо).
Між  будинками зі шпилем знаходиться фонтан
У районні перехрестя з вул. Шелкового — постійно діюча виставка-продаж собак і котів різних порід.
Обабіч дороги зведені переважно комерційні будівлі.

## Пам'ятники
- Могила невідомого солдата
- «Журавлі» (2000)
- Жертвам ОУН-УПА (2010)
- «Мужності вогнеборців» (1983)

## Опис
На вулиці знаходяться:

Церква Кипріана та Юстини

- Державна пожежна частина № 1 з 1960 року (вул. Челюскінців, 2)[1]
- Народний музей «Пожежно-технічна виставка» (відкритий у 1983 році)
- Кінотеатр «Луч», колишній будинок культури глухонімих (вул. Челюскінців, 16)
- Середня школа № 17 (вул. Челюскінців, 4-б)
- РАГС
- Церква Кипріана та Юстини
- Молитовня євангельських християн-баптистів

Від перехрестя з вул. Алєксєєва розпочинається приватний сектор.

## Галерея

Вулиця Челюскінців
Центральний ринок
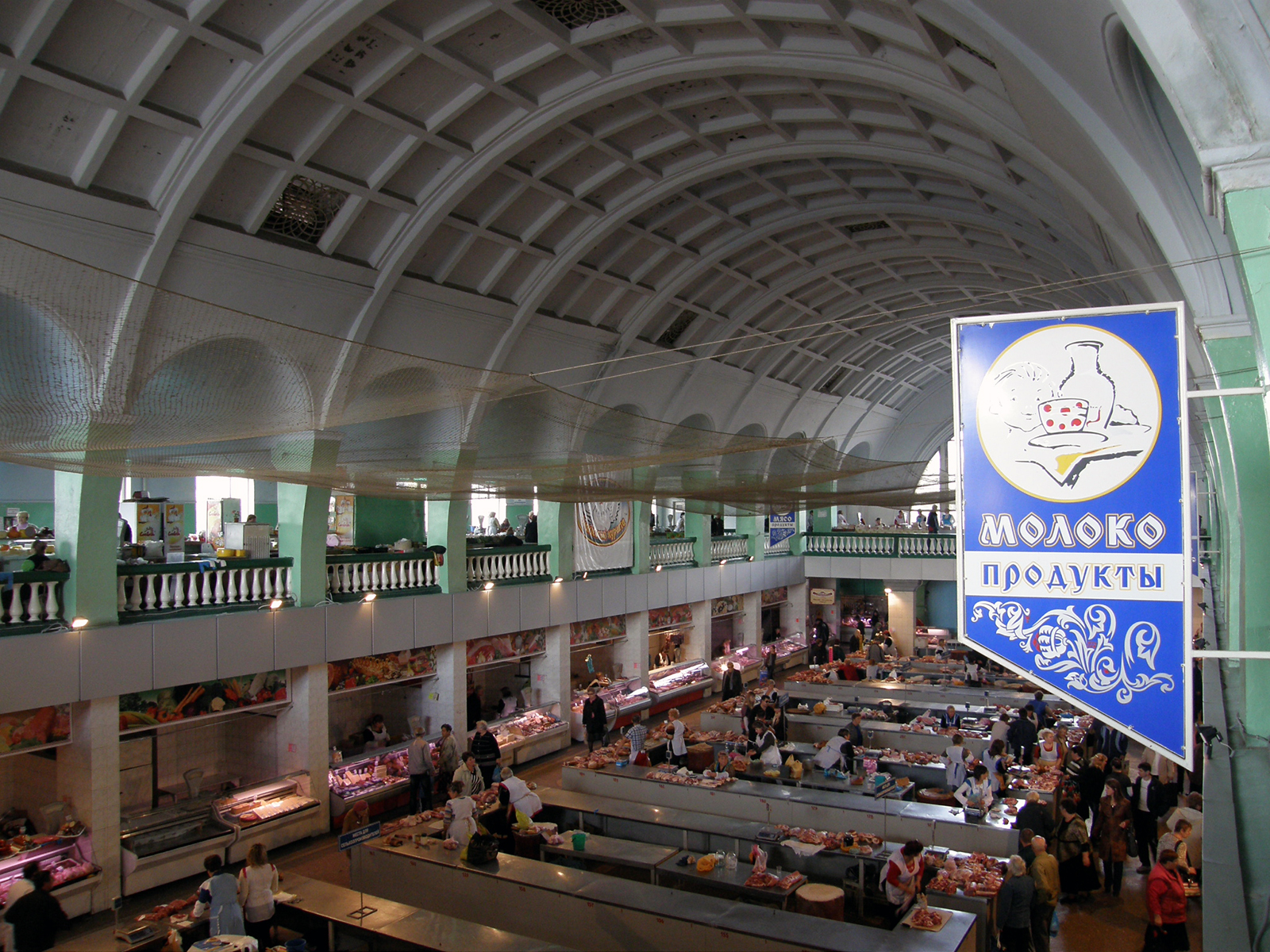
у головному павільйоні центрального ринку
Пташиний ринок
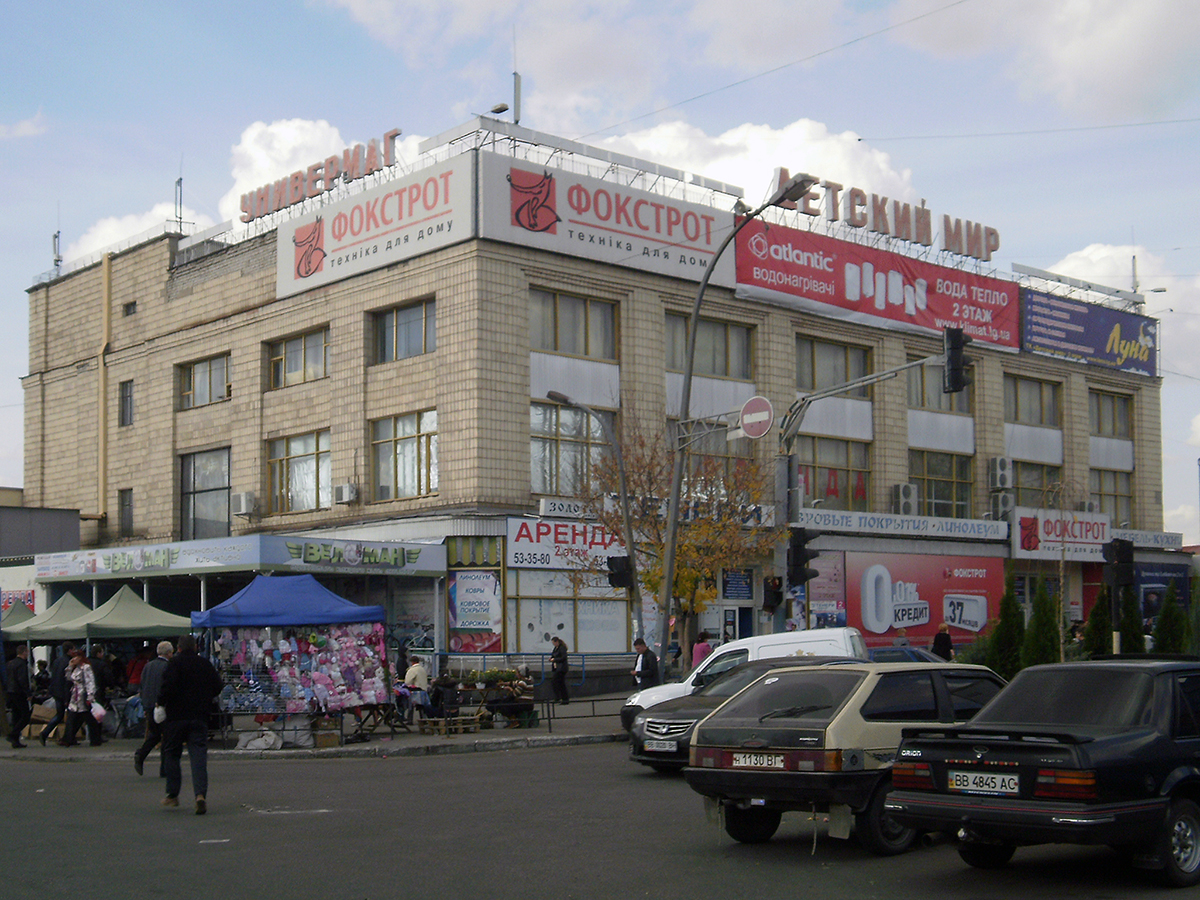
№ 1а — універмаг «Дитячий світ»
№2Б — Торговельний комплекс «Мега Стар Плаза»
Приватний сектор